# Eduardo Esteban Martínez
Eduardo Esteban Martínez (Necochea, 25 september 1961) is een voormalig Argentijns volleyballer en beachvolleyballer. Met de nationale ploeg won hij zowel bij het WK in 1982 als de Olympische Spelen in 1988 de bronzen medaille. In totaal nam hij aan vier Olympische Spelen deel; tweemaal als zaalvolleyballer en tweemaal als beachvolleyballer.

## Carrière

### Zaalvolleybal
Martínez speelde begin jaren 1980 bij het volleybalteam van Club Ferro Carril Oeste in Buenos Aires waarmee hij meerdere malen landskampioen werd. In 1982 was hij deel van de nationale selectie die bij het WK in eigen land de bronzen medaille won. Het jaar daarop won de ploeg bij de Pan-Amerikaanse Spelen eveneens brons. In 1984 eindigden Martínez en het Argentijnse team bij de Olympische Spelen in Los Angeles op de zesde plaats nadat ze de laatste wedstrijd van Zuid-Korea hadden verloren. Vier jaar later behaalde Argentinië bij de Spelen in Seoel de bronzen medaille ten koste van Brazilië. In 1990 werd de ploeg zesde bij het WK in Brazilië.

### Beachvolleybal
In de jaren 1990 maakte Martínez de overstap naar het beachvolleybal en hij debuteerde in 1992 in de FIVB World Tour. Van 1993 tot en met 2000 vormde hij een duo met Martín Conde. Het tweetal behaalde in 1995 in Berlijn de vijfde plaats en eindigde later dat jaar voor het eerst op het podium; in zowel Lignano als Kaapstad werd het duo tweede. Het seizoen daarop speelden ze dertien wedstrijden in de World Tour. Ze boekten een overwinning in Alanya en behaalden een tweede plaats (João Pessoa) en vier derde plaatsen (Marbella, Hermosa Beach, Marseille en Espinho). Daarnaast namen ze in 1996 deel aan de eerste editie van het beachvolleybal op de Olympische Spelen in Atlanta. Martínez en Conde verloren in de tweede ronde van de Cubanen Francisco Álvarez Cutiño en Juan Miguel Rosell Milanés en werden in de tweede herkansingsronde definitief uitgeschakeld door het Portugese duo João Brenha en Miguel Maia. In 1997 nam het tweetal deel aan elf toernooien met een overwinning in Lignano als beste resultaat; verder eindigde het duo in Oostende en Tenerife (tweede) en in Fortaleza (derde) op het podium. Bij de eerste officiële wereldkampioenschappen beachvolleybal in Los Angeles waren de Brazilianen Roberto Lopes da Costa en Franco José Vieira Neto in de eerste ronde te sterk, waardoor Conde en Martínez als zeventiende eindigden.
In 1998 deed het tweetal mee aan twaalf reguliere toernooien in de World Tour. Ze werden eerste in Toronto en tweede in Moskou. Bovendien won het duo de bronzen medaille bij de Goodwill Games in New York ten koste van de Australiërs Julien Prosser en Lee Zahner. Het daaropvolgende jaar vingen Martínez en Conde aan met een tweede plaats in Mar del Plata, waarna vijf toernooien volgden voordat ze in Lignano (derde) opnieuw het podium haalden. Vervolgens verloor het tweetal bij de WK in Marseille in de eerste ronde van de Oostenrijkers Nik Berger en Oliver Stamm en in de tweede herkansingsronde van het Franse duo Jean-Philippe Jodard en Christian Penigaud, waardoor het tweetal als zeventiende eindigde. Het resterende seizoen namen ze deel aan vijf toernooien met een vierde plaats in Espinho als beste resultaat. Martínez en Conde speelden in 2000 elf reguliere FIVB-toernooien met een vierde plaats in Stavanger en een vijfde plaats in Macau als beste resultaat. Bij de Olympische Spelen in Sydney bereikte het duo de achtste finale waar Brenha en Maia opnieuw te sterk waren. Na afloop van de Spelen vormde Martínez een duo met José Salema. Het tweetal nam in 2001 deel aan acht toernooien inclusief de WK in Klagenfurt; Martínez en Salema bereikten de zestiende finale waar ze werden uitgeschakeld door de Duitsers Markus Dieckmann en Jonas Reckermann. Na drie jaar internationaal niet actief geweest te zijn speelde Martínez in 2005 zijn laatste wedstrijd in de World Tour.

## Palmares

### Zaalvolleybal
- 1982:  WK
- 1983:  Pan-Amerikaanse Spelen
- 1984: 6e OS
- 1988:  OS
- 1990: 6e WK

### Beachvolleybal
Kampioenschappen
- 1998:  Goodwill Games
- 2000: 9e OS

FIVB World Tour
- 1995:  Lignano Open
- 1995:  Kaapstad Open
- 1996:  World Series Marbella
- 1996:  World Series João Pessoa
- 1996:  World Series Alanya
- 1996:  World Series Hermosa
- 1996:  World Series Marseille
- 1996:  Grand Slam Espinho
- 1997:  Lignano Open
- 1997:  Oostende Open
- 1997:  Tenerife Open
- 1997:  Fortaleza Open
- 1998:  Toronto Open
- 1998:  Moskou Open
- 1999:  Mar del Plata Open
- 1999:  Lignano Open